# Marin-pompier en France

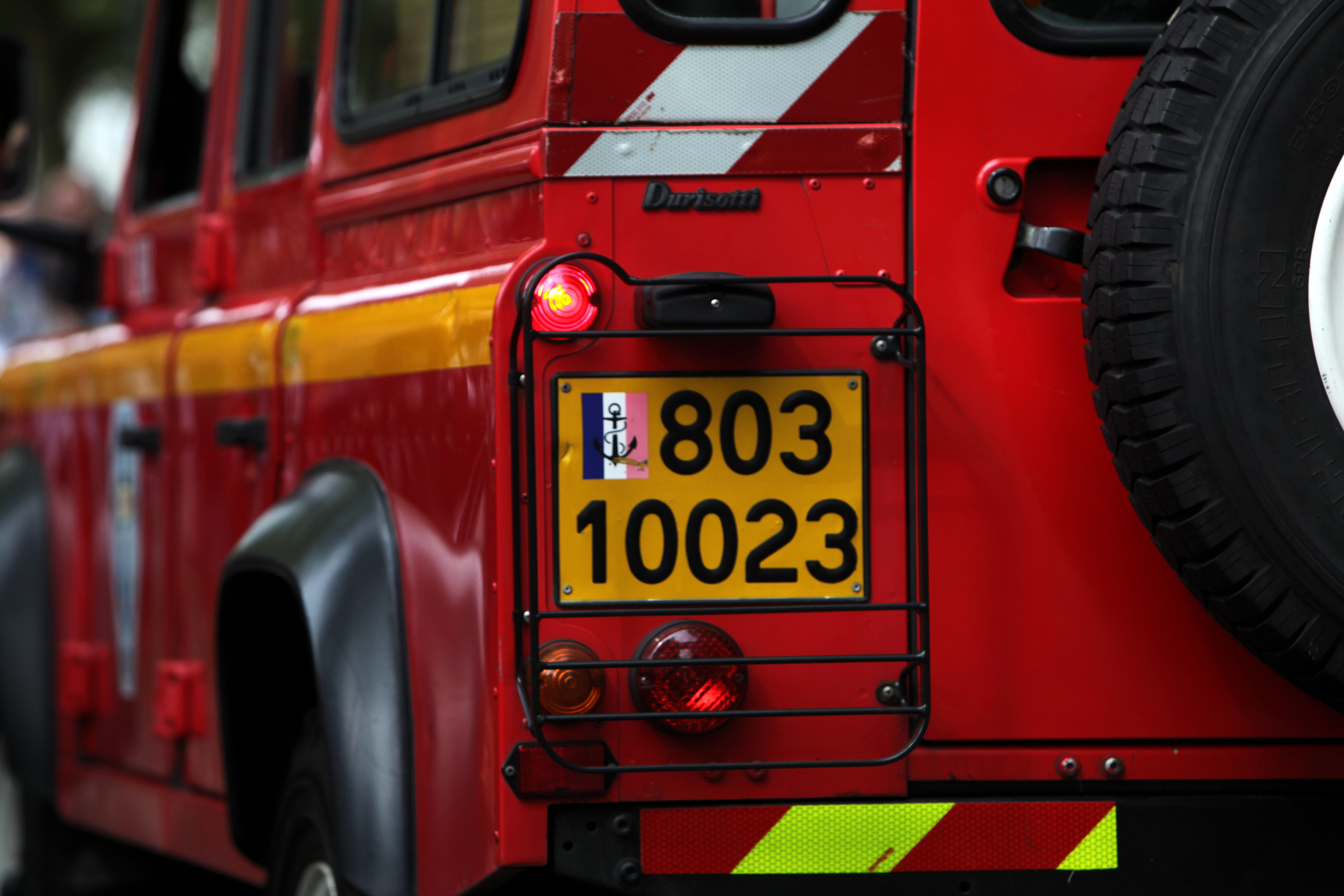
Plaque militaire d'un Land Rover des Marins-Pompiers de la base navale de Brest.

Les marins-pompiers forment des unités spécialisées de la Marine nationale française, chargée de veiller à la protection des personnes, des animaux, des biens et de l'environnement dans les bases navales de Toulon, Cherbourg, Brest, l’Île Longue ainsi que dans les bases de l’aéronautique navale. Avec les sapeurs-pompiers de Paris, les marins-pompiers de Marseille et les pompiers de l’air, ils font partie des 5 % de pompiers militaires de France.
Leurs missions sont principalement :
- le secours à personne ;
- la lutte contre l'incendie ;
- le sauvetage en mer (CAPINAV) ;
- les accidents de tout types ;
- la protection des personnes et des installations militaires.

## Formation
Le recrutement externe se fait avec au minimum l'obtention du brevet des collèges pour un recrutement de militaire du rang . Ils doivent valider une sélection drastique, satisfaire à des conditions physiques extrêmement exigeantes, être apte médicalement, effectuer un entretien de motivation et réussir un concours sous forme de questionnaire à choix multiples (QCM) ainsi qu’un examen psychologique . 
L'école des marins-pompiers est principalement implantée à Marseille. Une partie du reste de la formation se fait au Centre d'instruction naval de Saint-Mandrier face à Toulon.
La formation dure environ vingt semaines avant d'être affecté à Marseille, dans les bases navales ou sur les bâtiments de la Marine Nationale.
Cette formation est militaire, très endurante physiquement mais surtout professionnelle (manœuvre du matériel incendie, secourisme, hydraulique…). 
La validation du Brevet d'Aptitude Technique (BAT) intervient après deux ans d'affectation passés à terre ou sur un bâtiment.

## Les marins-pompiers des bases navales

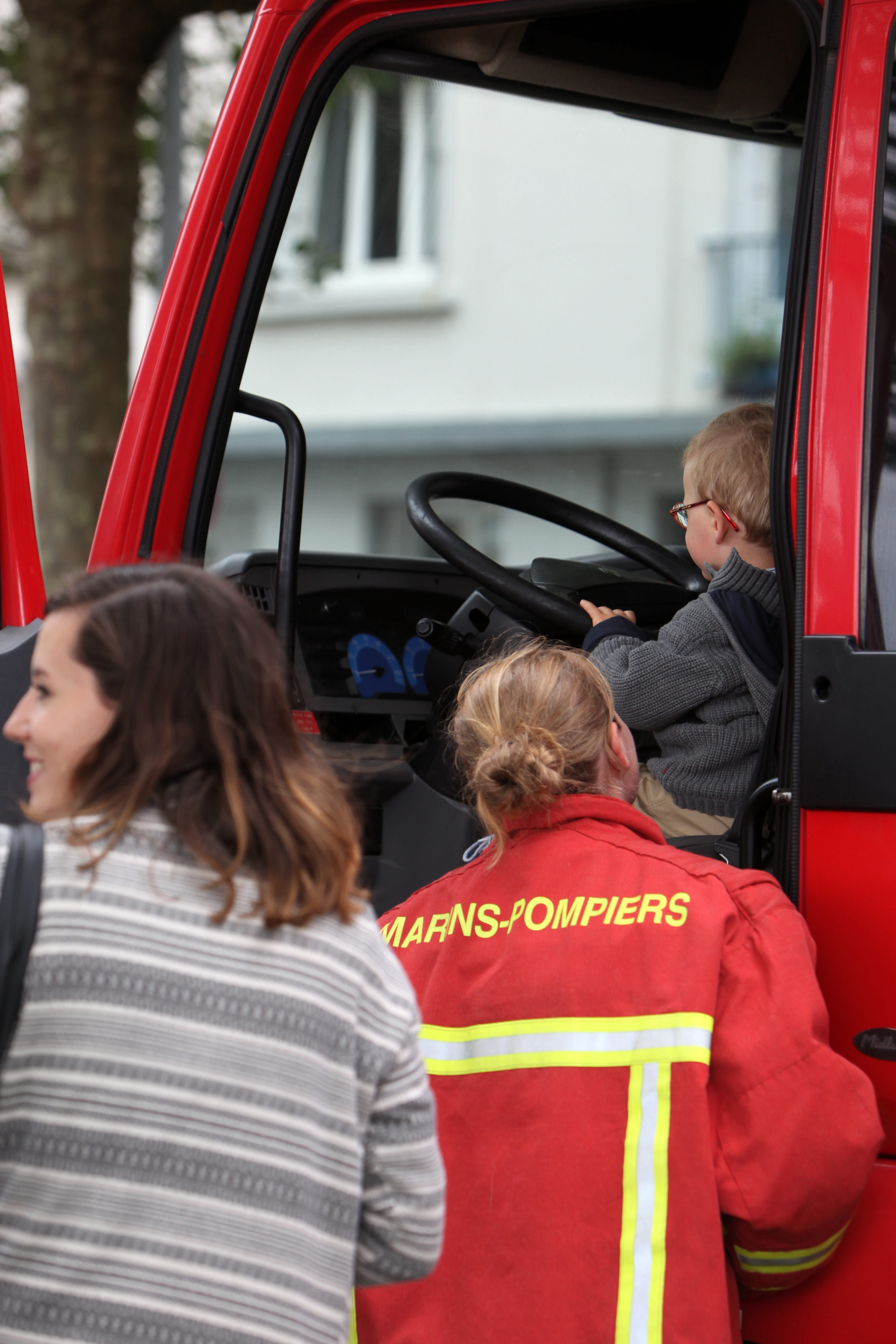
Marins-pompiers de l'Arsenal de Brest lors du 14 juillet 2015.

Les marins-pompiers de la Marine constituent quatre compagnies et sont affectés à Cherbourg (80 personnels), Brest (120 personnels), l'île Longue (110 personnels) et Toulon (130 personnels), avec des détachements dans les bases de l'aviation navale.
Ils ont pour mission d'assurer la sécurité des personnels et des infrastructures immobilières des arsenaux ainsi que celle des bâtiments et des aéronefs qui y sont basés.
Ils n'ont pas vocation à participer aux secours hors des enceintes militaires, mais peuvent prêter leur concours, si besoin, aux sapeurs-pompiers des villes portuaires où ils sont affectés et réciproquement, selon des conventions.
Ils disposent d'engins de lutte contre les incendies et de secours à victimes ainsi que de bateaux-pompes.

## Le bataillon de marins-pompiers de Marseille

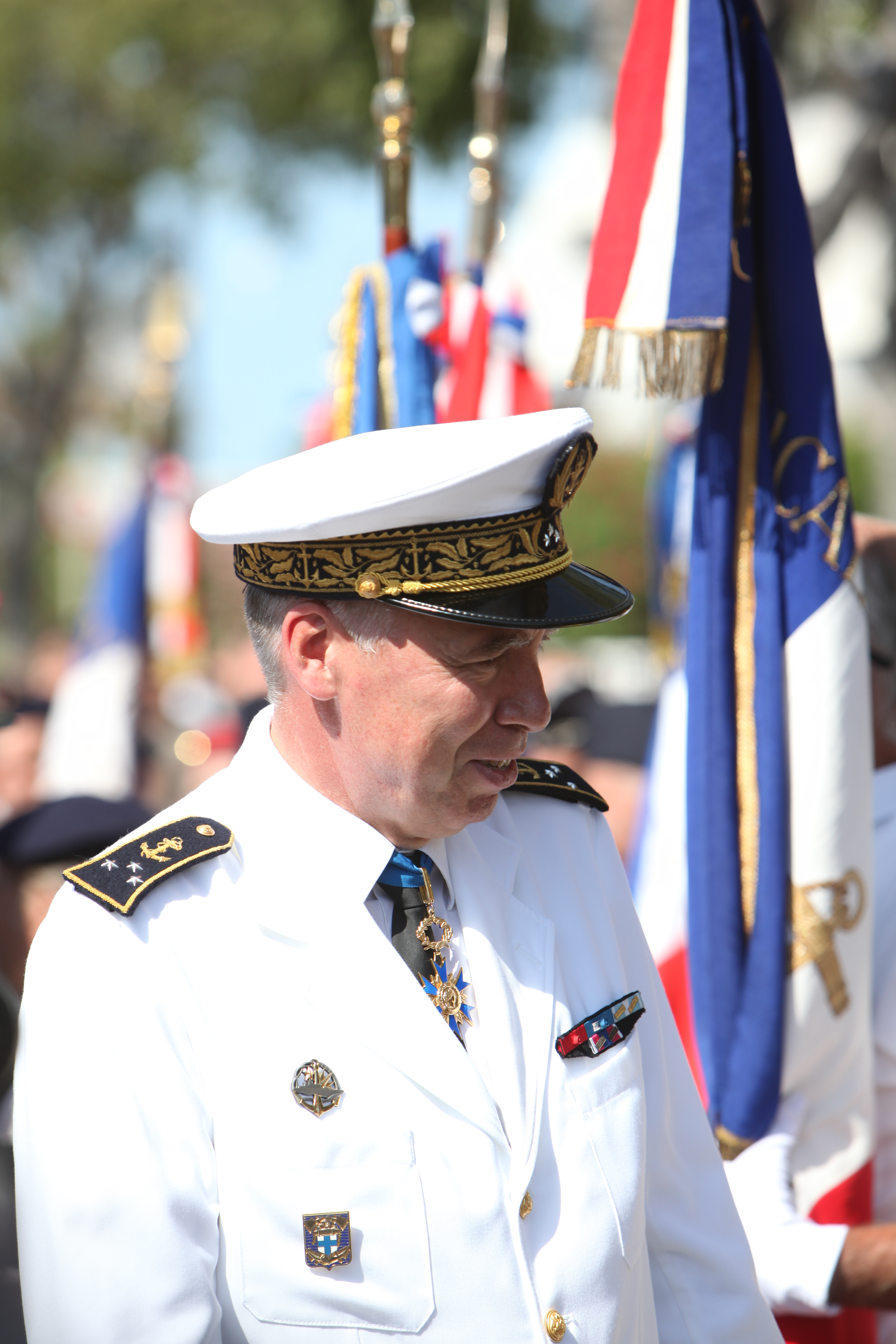
Le vice-amiral Jean-Michel L'Hénaff, commandant du Bataillon de marins-pompiers de Marseille.

À Marseille, le Bataillon de marins-pompiers de Marseille (BMPM) est depuis 1939, le corps des pompiers municipaux. Il agit selon les ordres et les directives du maire par l’intermédiaire d'un adjoint délégué. 
Le BMPM est « hors-budget » de la Marine nationale. Son budget (107,8 millions d'euros en 2017) est financé à 59 % par la ville de Marseille. Les 41 % restants étant à la charge du département Bouches du Rhône, de la Métropole et de l’État. 
Ces 2 400 personnes (100 officiers et médecins, 1 900 marins-pompiers, 300 marins de la flotte et 100 employés municipaux), commandés par un officier général de marine, ont pour missions :
- la prévention et la lutte contre les périls de toutes natures et prennent en charge le secours à victimes (SMUR) ;
- l'armement de la vedette de la SNSM, La Bonne Mère de Marseille basée au Centre d'incendie et de secours (CIS) du port de plaisance de la Pointe Rouge ;
- la charge de la sécurité et de la protection du Grand port maritime de Marseille qui comprend les complexes industriels et chimiques et les terminaux pétroliers de l'étang de Berre et de Port de Bouc ainsi que les bassins est et de la Joliette. Les marins-pompiers disposent de deux bateaux-pompes et de plongeurs ;
- la sécurité de l’aéroport de Marseille Provence pour le compte de la Chambre de commerce et de l'industrie des Bouches-du-Rhône ;

En 2019, ils ont effectué 125 600 interventions dont 83 % relèvent du secours à victimes, médicalisées ou non. 
Pompiers polyvalents, en cas de sinistre majeur, ils peuvent être amenés à intervenir en renfort sur le territoire national ou à l'étranger.